# أندري كوركوف
أندري يوريفيتش كوركوف (بالأوكرانية: Курков Андрій Юрійович) كاتب وروائي أوكراني ولد في لينينغراد  في الاتحاد السوفييتي (روسيا اليوم) في 23 أبريل 1961 وترجمت أعماله إلى 35 لغة، مثل الفرنسية والأنجليزية، واليابانية، والصينية، والسويدية، والعربية، وتتميز رواياته بالسخرية اللاذعة والفكاهة السوداء كما تحتوي أحداثها على تأثيرات سريالية.

## حياته
عاش أندري كوركوف منذ طفولته المبكرة في كييف بعد أن انتقلت أسرته للعيش في أوكرانيا وهناك تخرج من كلية اللغات. وقد بدأ محاولاته الأولى في الكتابة في سن السابعة من خلال مجموعة من القصائد تتحدث عن الوحدة. وتأكدت موهبته الأدبية أثناء خدمته العسكرية في أوديسا حيث عين حارسا لسجن. لقد كان مطالبا بتقديم تقارير منتظمة حول ما يدور في السجن، إلا كوركوف كان يقضّى معظم أوقاته في كتابة قصص للأطفال.
مارس أندريه كوركوف مهنا متنوعة كالصحافة والتصوير الفوتوغرافي وكتابة السيناريو، قبل أن يتفرغ للكتابة. وقد ظهرت روايته الأولى قبل سقوط الاتحاد السوفييتي بأسبوعين على نفقته الخاصة. سنة 1996، صدرت لكوركوف رواية «عزيزي صديق المرحوم»، وهي أول عمل يترجم له إلى العربية حيث صدرت في تونس ضمن «منشورات وليدوف» وترجمها وليد سليمان. وقد حوُلت هذه الرواية إلى شريط سينمائي طويل في السنة الموالية أخرجه فياتشيسلاف كريشتوفوفيتش وكتب له أندري كوركوف السيناريو، وهو إنتاج مشترك بين فرنسا وأوكرانيا ويقوم بأدوار البطولة فيه: ألكساندر لازارف وتاتيانا كريفيتسكايا ويفغيني باشين. وقد اختارات «أكاديمية الفيلم الأوروبي» التي يقع مقرها في برلين كوركوف كأفضل كاتب سيناريو لسنة 1997 بفضل هذا الشريط.
بصدور رواية "البطريق" سنة 1996، طبقت شهرة كوركوف الآفاق، إذ ترجم الكتاب إلى عديد اللغات ودعي الكاتب إلى أهم معارض الكتاب والمهرجانات العالمية. أما رواية "عالم بيكفورد" فقد تم ترشيحها لجائزة البوكر الروسية وإلى عديد الجوائز الأخرى. وفازت رواية"الأغنية المفضّلة لمواطن عالمي" في مسابقة أدبية ألمانية نظّمتها مؤسسة "هاينريش بُل" ممّا مكّنه من الإقامة في بيت الروائي الألماني الكبير الذي تحمل المسابقة اسمه.

## أعماله
- موت متطفل، 1996، ترجمت إلى العربية بعنوان: «الموت والبطريق»، ترجمة عثمان محمد خليفة، العربى للنشر والتوزيع، القاهرة، 2017 ISBN 9789773193539)[2] غلاف كتاب عزيزي صديق المرحومغلاف كتاب الموت والبطريق

غلاف كتاب عزيزي صديق المرحوم

غلاف كتاب الموت والبطريق

- عزيزي صديق المرحوم، 1996، ترجمها إلى العربية وليد سليمان، مؤسسة وليدوف للنشر، تونس 2012[3][4]
- الحرباء، 1997
- قانون الحلزون، 2002
- آخر حب للرئيس، 2004
- لبان الليل، 2007
- جنان أوتشاكوف، 2010

## وصلات خارجية
- أندري كوركوف على موقع IMDb (الإنجليزية)
- أندري كوركوف على موقع Munzinger IBA (الألمانية)
- مقال عن كوركوف في جريدة الصباح العراقية
- مقال عن أول ترجمة عربية لأندريه كوركوف
- رواية «الموت والبطريق»، على موقع غوغل بوكس